# Еловый эмпидонакс
Еловый эмпидонакс (лат. Empidonax hammondii) — вид воробьинообразных птиц из семейства тиранновых (Tyrannidae). Подвидов не выделяют. Распространён в Северной Америке. Видовое название дано в честь американского военного медика, генерала армии Союза Уильяма Александра Хаммонда (англ. William Alexander Hammond, 1828—1900), который предоставил типовой образец.

## Описание
Еловый эмпидонакс достигает длины 12—14 см и массы от 7,7 до 12,9 г. Половой диморфизм не выражен. Макушка и задняя часть шеи коричневато-серые (почти мышино-серые); спина, лопатки, малые кроющие перья крыльев, надхвостье и верхние кроющие перья хвоста оливково-серые. Хвост тёмно-серовато-коричневый, внешние опахала рулевых перьев светлее. Первостепенные маховые перья тёмно-серовато-коричневые, с нечётко очерченной светло-серой каймой; средние и большие кроющие перья крыльев с широкими светло-серыми или тускло-серовато-белыми концами, образующими две отчётливые полосы. Окологлазное кольцо тускло-белое, более широкое за глазом и ниже глаза; уздечка спереди серовато-белая, сзади темноватая. Окраска остальных частей стороны головы и шеи похожи на окраску макушки и затылка, но немного бледнее. Подбородок и горло тускло-серовато-белые; грудь и бока бледно-серые; остальная нижняя часть тела от беловатой до бледно-желтовато-серой; подмышечные впадины и нижние кроющие перья крыльев бледно-жёлтого или желтовато-белого цвета. Радужная оболочка коричневая. Подклювье тёмное с чуть более бледным основанием у взрослых особей и преимущественно оранжевое у незрелых особей. Ноги черноватые или черновато-коричневые.

## Вокализация
Вокализация представлена разнообразными хриплыми звуками «ssilit», «greeep», «silit», «pweet». Позывка — резкий звук «peek». Еловые эмпидонаксы не поют во время осенней миграции и на зимовках. Они начинают петь в начале мая, вскоре после своего прибытия на места размножения. Частота пения обычно выше в начале брачного сезона и снижается летом. Как и у других видов рода Empidonax, для елового эмпидонакса характерно угрожающее щёлканье клювом.

## Распространение и места обитания
Еловый эмпидонакс гнездится на западе Соединенных Штатов Америки (Монтана, Вайоминг, Калифорния, Невада, Юта, Аризона, Нью-Мексико и Колорадо) и в Канаде (Британская Колумбия, Юкон и Альберта). Некоторые птицы были обнаружены далеко на севере, вплоть до Аляски. На зимовку мигрирует в Мексику и Центральную Америку. Естественными местами обитания являются зрелые хвойные и смешанные леса. Обычно встречается в густых еловых лесах, хвойных и осиновых рощах, а также в зарослях кизила; на высоте от 1000 до 3000 м над уровнем моря.

## Биология
Еловый эмпидонакс питается насекомыми. Добывает пищу преимущественно в полёте. Иногда может активно питаться с поверхности листьев или на земле. Тактика поиска пищи варьируется в зависимости от стадии цикла размножения, так в начале сезона размножения чаще встречается поиск пищи с поверхности листьев и на более высоких ярусах леса.
Еловый эмпидонакс часто гнездится высоко в хвойных деревьях, располагая свое гнездо на горизонтальной ветке малого и среднего диаметра на значительном удалении от основного ствола. Его гнёзда трудно обнаружить, а регулярная проверка содержимого гнёзд сопряжена с большими трудностями. Сезон размножения варьируется в разных частях ареала и в общем продолжается с конца мая до августа. В Колорадо первые яйца откладываются в начале июня; на западе Монтаны — в первой половине июня; в Калифорнии — в конце мая — начале июня. Самка выбирает место для гнездования, собирает гнездовой материал и строит гнездо, в то время как самец устраивается неподалёку. Компактное гнездо в форме чашечки сооружается из тонких растительных волокон, листьев, полосок коры, лишайников; лоток выстилается мелкой травой, конским волосом и перьями. В кладке 3—4 яйца кремово-белого цвета, иногда с небольшими красновато-коричневыми пятнами. Самка насиживает яйца около 15 дней. Птенцов выкармливают обе родительские птицы. 

## Охранный статус
МСОП классифицирует этот вид как «Вызывающий наименьшие опасения». Численность популяции оценивается в 20 млн взрослых особей.